# Persona (serie)
Persona (ペルソナ Perusona?) (también conocida como: Shin Megami Tensei: Persona) es una serie de videojuegos RPG desarrollados y publicados por Atlus. Esta saga es un spin-off de la serie de videojuegos Megami Tensei,  la serie Persona se centra sobre grupos de adolescentes que tienen la habilidad de invocar facetas de sus psiques conocidas como "Personas". El juego toma elementos de la psicología analítica y varios de la pedagogía arquetipal. La serie tomó un cambio drástico en diseño durante Shin Megami Tensei: Persona 3 el cual introdujo elementos de simulación social a la serie, los cuales continuaron en Shin Megami Tensei: Persona 4. Cada juego de la serie utiliza un método diferente de invocar Personas como pistolas en Shin Megami Tensei: Persona 3. cartas de tarot en Shin Megami Tensei: Persona 4 o máscaras en Persona 5
Aunque todas las localizaciones norteamericanas de la saga Persona tienen la marca "Shin Megami Tensei", la saga Persona es un derivado aparte de la serie principal de Shin Megami Tensei. Persona 4 Arena es el primer título de la saga que quita la marca "Shin Megami Tensei", reflejando el estado de la saga Persona como un derivado de la serie principal.
La saga Persona es considerada por muchos sectores del periodismo, como una de las mejores franquicias de JRPG. Sus juegos han sido muy exitosos internacionalmente vendiendo alrededor de 8,5 millones de copias desde su nacimiento en el año 1996.

## Videojuegos
La serie actualmente cuenta con tres series de anime, cuatro películas y múltiples juegos - seis juegos principales desarrollados por Atlus.
El primer juego, Revelations: Persona, salió para la PlayStation en 1996 en Japón bajo el nombre de Megami Ibunroku Persona. Este juego es famoso ya que su versión de PSX fue alterada masivamente para acomodarse al público americano, incluso cambiando la raza de uno de los personajes, y de paso cortando contenido del juego base. En 2009, este sería relanzado en la PSP bajo el nombre Shin Megami Tensei: Persona. Este relanzamiento, a pesar de ser más fiel al lanzamiento original japonés tanto en traducción como en el contenido, recuperando lo eliminado de Revelations, traería cambios a la UI y al OST para acomodarse a los nuevos estándares de la franquicia impuestos por Persona 3 y 4, que para ese entonces eran los juegos más populares de la franquicia.  
El segundo juego de la saga fue lanzado en dos partes: Persona 2: Innocent Sin, lanzado en 1999, y Persona 2: Eternal Punishment, lanzado en 2000. Ambos juegos fueron lanzados en PlayStation. Solo Eternal Punishment fue traducido y lanzado en América en PlayStation. Persona 2: Innocent Sin fue lanzado por primera vez en América el 20 de septiembre de 2011.
Shin Megami Tensei: Persona 3 representó un cambio drástico en el diseño para la saga al introducir elementos de la simulación social. El jugador controla a un estudiante que va a clases durante el día y es libre de comprometerse en cualquier actividad al finalizarlas, como ver una película o pasar el rato con otros estudiantes. Todas estas acciones tienen influencia en el combate del juego, el cual toma lugar durante la noche, que es cuando exploras un dungeon masivo generado proceduralmente conocido como Tartarus. Este juego recibiría dos relanzamientos, el primero siendo Persona 3 FES en PS2, y Persona 3 Portable para la PSP. De mismo modo, en 2024 recibiría un remake.

Este concepto de juego usado en Persona 3 sería continuado en Persona 4, lanzado en 2008 en Japón, el cual traería sus propias mejoras a la fórmula que trajo Persona 3, como darle vínculos sociales a los miembros masculinos del equipo, o la inclusión de fechas límite para completar un dungeon y con ello continuar la historia. En 2011, Persona 4 recibiría una versión mejorada en la PS Vita llamada Persona 4 Golden.
El 24 de noviembre de 2013, Atlus anunció tres nuevos títulos: Persona Q: Shadow of the Labyrinth para Nintendo 3DS, Persona 4: Dancing All Night para PlayStation Vita y Persona 5 para PlayStation 3 y PlayStation 4.
Persona 5 salió en 2016 en Japón, y trajo un enorme cambio a la fórmula, pues ahora en vez de tener dungeons generados proceduralmente, estos tomaron forma de Palacios que tenían un diseño preestablecido, a la par de Mementos que era el dungeon al estilo clásico de la saga. Los Vínculos Sociales ahora se llaman Confidentes, y le dan al jugador más habilidades útiles para infiltrarse en los palacios.
En agosto de 2017, fueron anunciados dos nuevos títulos de la franquicia: Persona 3: Dancing Moon Night y Persona 5: Dancing Star Night. Ambos juegos estuvieron disponibles tanto en PlayStation 4 como en PlayStation Vita, y su lanzamiento se produjo en Japón el 24 de mayo de 2018, llegando a occidente unos meses después, el 4 de diciembre. Asimismo se anunció el juego Persona Q2: New Cinema Labyrinth, sin embargo no se reveló más información hasta agosto de 2018, con su lanzamiento en Japón el 29 de noviembre de 2018. En enero de 2019 fue confirmado su lanzamiento en Norteamérica y Europa para el 4 de junio de 2019.
En abril de 2019 fueron revelados dos juegos basados en Persona 5, Persona 5 Royal y Persona 5 Strikers. El primero es una versión expandida y mejorada de Persona 5, mientras que el segundo es un spin-off con elementos de la franquicia Dynasty Warriors, desarrollada por Koei Tecmo. Ambos saldrán para PlayStation 4, mientras que Persona 5 Strikers también tendrá un lanzamiento en Nintendo Switch.
En años recientes, la franquicia ha recibido múltiples ports y remasters que han roto la exclusividad de PlayStation sobre la franquicia, convirtiéndo a la saga en multiplataforma, empezando con Persona 4 Golden recibiendo un port a PC vía Steam en 2020, para que después en 2022 se confirmara que Persona 5 Royal, Persona 4 Golden y Persona 3 Portable recibirían ports para PS5/PS4, Xbox One/Series, Nintendo Switch y PC. El primero en salir fue Persona 5 Royal en octubre de 2022, con P4G y P3P saliendo el mismo día en enero de 2023 para las mismas plataformas que el relanzamiento de Royal.
Estos remasters no serían el fin de lanzamientos para la franquicia, pues en Verano de 2023 se confirmó Persona 5 Tactica, un Spin-Off de Persona 5 que toma forma de RPG táctico, y Persona 3 Reload, un remake hecho desde 0 del aclamado Persona 3, siendo un remake fiel al original, pero añadiendo mejoras tanto de FES como Portable, como mejoras de calidad de vida introducidas en Persona 4 Golden o Persona 5 Royal. Al mismo tiempo, ciertas escenas se verían fuertemente influenciadas por su representación en las películas de Persona 3.

### Serie principal
- Revelations: Persona (1996: PlayStation, 1999: Microsoft Windows)
- Persona 2: Innocent Sin (1999: PlayStation)
- Persona 2: Eternal Punishment (2000: PlayStation)
- Shin Megami Tensei: Persona 3 (2006: PlayStation 2)
- Shin Megami Tensei: Persona 4 (2008: PlayStation 2)
- Shin Megami Tensei: Persona 5 (2016: PlayStation 3, PlayStation 4)

### Spin-offs
- Persona 4 Arena (2012: Arcade, PlayStation 3, Xbox 360)
- Persona 4 Arena Ultimax (2013: Arcade, 2014: PlayStation 3)
- Persona Q: Shadow of the Labyrinth (2014: Nintendo 3DS)
- Persona 4: Dancing All Night (2015: PlayStation Vita, 2018: PlayStation 4)
- Persona 3: Dancing Moon Night (2018: PlayStation 4, PlayStation Vita)
- Persona 5: Dancing Star Night (2018: PlayStation 4, PlayStation Vita)
- Persona Q2: New Cinema Labyrinth (2018: Nintendo 3DS)
- Persona 5 Strikers (2020: PlayStation 4, Nintendo Switch, Microsoft Windows)
- Persona 5 Tactica (2023: Nintendo Switch, PlayStation 5, PlayStation 4, Project xCloud, Microsoft Windows, Xbox One, Xbox Series X|S)

### Versiones mejoradas y relanzamientos
- Shin Megami Tensei: Persona (2009: PlayStation Portable)
- Shin Megami Tensei: Persona 3 FES (2007: PlayStation 2, 2012: PSN)
- Shin Megami Tensei: Persona 3 Portable (2009: PlayStation Portable, 2023: )
- Shin Megami Tensei: Persona 2: Innocent Sin (2011: PlayStation Portable)
- Shin Megami Tensei: Persona 2: Eternal Punishment (2012: PlayStation Portable)
- Persona 4 Golden (2012: PlayStation Vita, 2020: Microsoft Windows, 2023: Microsoft Windows/Nintendo Switch/Playstation 4/Xbox One)
- Persona 5 Royal (2019: PlayStation 4, 2022: Microsoft Windows/Nintendo Switch/Xbox One/Xbox Series X|S/PlayStation 5)
- Persona 3 Reload (2024: PlayStation 4, PlayStation 5, Windows, Xbox One, y Xbox Series X/S)

## Animes y películas

### Anime
- Persona Trinity Soul (serie compuesta por 26 episodios producida por A-1 Pictures, basada en el juego Persona 3).[14]
- Persona 4: The Animation (serie compuesta por 26 episodios, basada en el juego Persona 4).[15]
- Persona 4: The Golden Animation (secuela espiritual de la anterior mencionada, cuya mayor diferencia es la introducción del personaje Marie).[16]
- Persona 5 The Animation: The Day Breakers (capítulo único de 30 minutos que sirve como prólogo del juego Persona 5).[17]
- Persona 5: The Animation (serie compuesta por 26 episodios, basada en el juego Persona 5).[18]

### Películas
- Persona 4 The Animation -The Factor of Hope- (2012)[19]
- Persona 3 The Movie: #1, Spring of Birth (2013)[20]
- Persona 3 The Movie: #2, Midsummer Knight's Dream (2014)[21]
- Persona 3 The Movie: #3, Falling Down (2015)[22]
- Persona 3 The Movie: #4, Winter of Rebirth (2016)[23]

## Recepción
La saga Persona ha recibido críticas generalmente positivas, siendo los títulos más recientes de la serie elogiados por la mejora de sus sistemas de combate, que han sido calificados como "fluidos", así como sus fuertes historias narrativas. Asimismo, también ha sido muy elogiado por la integración de elementos de simulación de citas en la serie. Patrick Joynt de GameSpy, elogió los elementos sociales de la serie que califica de "fascinantes", así como diciendo que "no se puede expresar con palabras lo bien hechos que están". Persona 3 y Persona 4 se han posicionado entre los mejores en las listas de "Juegos de rol de la década". En el "Top 20 de juegos de rol de la década pasada" de la lista realizada por RPGFan, Persona 4 quedó clasificado en el cuarto lugar, mientras que Persona 3 se clasificó en segundo lugar. En la lista de "Top juegos de rol de la Década" de RPGamer, Persona 3 ocupó el primer lugar. El título más reciente de la saga, Persona 5, fue elegido por los lectores de la revista Famitsu, como el mejor RPG de la historia. Además, este juego ganó el premio a mejor videojuego de rol en los The Game Awards del año 2017.